# 久場とよ
久場 とよ（くば とよ、1921年9月22日 - 2017年2月26日）は、沖縄県出身の画家。本名は久場 トヨ。

## 人物
那覇市出身。那覇尋常小学校で島田寛平、沖縄県立第二高等女学校で名渡山愛順から、絵画の手ほどきを受ける。沖縄県立第二高等女学校、東京女子薬学専門学校（現・明治薬科大学）卒業。
第二次世界大戦後、薬剤師としての仕事と並行して創作活動を続け、沖縄画壇の第一線で活躍した。1977年に沖縄女流美術家協会の初代会長に就任し、沖縄女流画壇のまとめ役を担った。
2017年2月26日に老衰により死去した。95歳。